# 年度検定
年度検定（ねんどけんてい）は2007年12月30日（実際は同日12月31日未明）以降に毎年、年末と春・秋の改編期にフジテレビ系列で放送されていたクイズ番組のシリーズの総称。

## 概要
- 毎回、テーマとなる期間（後述）の間に起きた時事からクイズを出題。
- 収録前に行われるペーパーテストや、記述問題、早押し問題などでその成績を競う。

### 放送リスト
放送日時は日本標準時。
| 番組名                             | 出題範囲            | 放送日時                   | 備考              | 視聴率 |
| ---------------------------------- | ------------------- | -------------------------- | ----------------- | ------ |
| 2007年検定                         | 2007年1月-同年12月  | 2007年12月30日 24:30-26:30 |                   |        |
| 2007年度検定                       | 2007年4月-2008年3月 | 2008年3月23日 19:00-20:54  |                   |        |
| 2008年度上期検定                   | 2008年4月-同年9月   | 2008年10月6日 19:00-20:54  |                   |        |
| 2008年10月月間検定                 | 2008年10月          | 2008年11月2日 16:00-17:25  | 生放送            |        |
| FNS2008年クイズ!!                  | 2008年1月-同年12月  | 2008年12月31日 18:30-23:45 | 生放送            | 4.4%   |
| FNS人気番組対抗!オールスタークイズ | 2009年1月-12月      | 2009年12月15日 19:00-20:54 | カスペ!枠での放送 | 13.2%  |
| FNS人気番組対抗!オールスタークイズ | 2010年度上半期      | 2010年7月6日 19:00-21:54   | カスペ枠での放送  | 13.2%  |

## 司会
- くりぃむしちゅー（上田晋也・有田哲平）
- 岩崎千明…「2007年検定」で進行役[1]
- 生野陽子（フジテレビアナウンサー）
  1. 「2007年度検定」や「2008年上期検定」で司会
  2. 「FNS2008年クイズ!!」でフジテレビアナウンサーチーム
  3. 「番組対抗…」でめざましテレビチーム
- 本田朋子（フジテレビアナウンサー）
「2008年10月月間検定」や「番組対抗…」で司会
「FNS2008年クイズ!!」では代々木公園仮設スタジオレポーター
- 高島彩（フジテレビアナウンサー）[2]
- 中野美奈子（フジテレビアナウンサー）[2]

## スタッフ
- プロデューサー/演出：神原孝
- チーフプロデューサー：清水宏泰
- プロデューサー：石川綾一（フジテレビ）、小沢英治（D:COMPLEX）
- 演出：疋田雅一（HIHO-TV）、奥村達哉（D:COMPLEX）
- ディレクター：早川和孝（ファクト）
- 制作：フジテレビバラエティ制作センター

## 関連番組
- クイズ!ヘキサゴンII - 回答者スタッフ一部共通
- PEKEPON - 出演者スタッフ一部共通